# Potentilla vahliana
Potentilla vahliana — вид трав'янистих рослин родини Розові (Rosaceae), поширений у Ґренландії й Канаді.

## Таксономічні примітки
Potentilla vahliana є морфологічно та географічно послідовним і, ймовірно, стабілізованим гібридом. Його рівень плоїдності є проміжним між припущеними батьками: P. subvahliana (переважно 4x), P. vahliana (6–8x), і P. nivea (8–9x).

## Опис
Стебла підняті (0.2)0.3–0.8(1) дм, у 2–4(5) рази довше листків. Листя: базальне листя 1–3 см; черешок 0.5–2 см, є довге волосся на листках і черешку, нижня поверхня жовтувато-біла або сірувата, верхня поверхня від зеленої до жовтувато-сірої; стеблових листків 0–1(2).
Суцвіття 1–2(3)-квіткові. Квітоніжка 0.5–1.5 см у квітці, до 3.5 см у плодах. Квіти: чашолистки 2.5–5(6) мм, вершини від гострих до підгострих; пелюстки 8–10 × 7–12 мм; пиляки 0.4–0.6 мм. Сім'янки 1.1–1.5 мм. 2n = 42 (6x), 49 (7x), 56 (8x).

## Поширення
Північна Америка: Ґренландія, Канада. Населяє гравійно-суху тундру, сухі хребти, гравійні площі, трав'яні схили, кислотні та карбонатні породи; 0–700 м.